# British Home Championship 1901
De British Home Championship van 1901 was de 18e editie van de British Home Championship. Het toernooi werd gehouden van 23 februari tot en met 30 maart 1901. Engeland werd kampioen.

## Eindstand
| Team      | Gsp | W | G | V | DV | DT | DS  | Ptn |
| --------- | --- | - | - | - | -- | -- | --- | --- |
| Engeland  | 3   | 2 | 1 | 0 | 11 | 2  | +9  | 5   |
| Schotland | 3   | 1 | 2 | 0 | 14 | 3  | +11 | 4   |
| Wales     | 3   | 1 | 1 | 1 | 2  | 7  | –5  | 3   |
| Ierland   | 3   | 0 | 0 | 3 | 0  | 15 | –15 | 0   |

## Wedstrijden
|                                                     | |        |         |                                                                           |
| 23 februari 1901 «onderlinge duels» 15:30 uur (UTC) | Schotland                                                                                               | 11 – 0 | Ierland | Celtic Park, Glasgow Toeschouwers: 15.000 Scheidsrechter: Tom Gough (WAL) |
| 23 februari 1901 «onderlinge duels» 15:30 uur (UTC) | Sandy McMahon 10', 12', 26', 70' Davie Russell 20' John Campbell 21', 85' Robert Hamilton 71', 84', 86' |        |         | Celtic Park, Glasgow Toeschouwers: 15.000 Scheidsrechter: Tom Gough (WAL) |

|                                 |                    |       |                  |                                                                                        |
| 2 maart 1901 «onderlinge duels» | Wales              | 1 – 1 | Schotland        | Racecourse Ground, Wrexham Toeschouwers: 5.000 Scheidsrechter: Charles Sutcliffe (ENG) |
| 2 maart 1901 «onderlinge duels» | John Robertson 74' |       | 76' Thomas Parry | Racecourse Ground, Wrexham Toeschouwers: 5.000 Scheidsrechter: Charles Sutcliffe (ENG) |

|                                                 |                                                    |       |         |                                                                               |
| 9 maart 1901 «onderlinge duels» 15:00 uur (UTC) | Engeland                                           | 3 – 0 | Ierland | The Dell, Southampton Toeschouwers: 8.000 Scheidsrechter: Tom Robertson (SCO) |
| 9 maart 1901 «onderlinge duels» 15:00 uur (UTC) | Tommy Crawshaw 9' George Hedley 81' Tip Foster 83' |       |         | The Dell, Southampton Toeschouwers: 8.000 Scheidsrechter: Tom Robertson (SCO) |

|                                                  |                                                                           |       |       |                                                                                               |
| 18 maart 1901 «onderlinge duels» 16:00 uur (UTC) | Engeland                                                                  | 6 – 0 | Wales | St. James' Park, Newcastle upon Tyne Toeschouwers: 11.000 Scheidsrechter: Tom Robertson (SCO) |
| 18 maart 1901 «onderlinge duels» 16:00 uur (UTC) | Steve Bloomer 38', 60', 71', 74' Ernest Needham 51' (pen.) Tip Foster 72' |       |       | St. James' Park, Newcastle upon Tyne Toeschouwers: 11.000 Scheidsrechter: Tom Robertson (SCO) |

|                                                       |         |                     |       |                                                                               |
| 23 maart 1901 «onderlinge duels» 15:30 uur (UTC–0:25) | Ierland | 0 – 1               | Wales | Solitude, Belfast Toeschouwers: 7.000 Scheidsrechter: Charles Sutcliffe (ENG) |
| 23 maart 1901 «onderlinge duels» 15:30 uur (UTC–0:25) |         | 55' John Love Jones |       | Solitude, Belfast Toeschouwers: 7.000 Scheidsrechter: Charles Sutcliffe (ENG) |

|                                                  |                                      |       |                                       |                                                                                 |
| 30 maart 1901 «onderlinge duels» 15:30 uur (UTC) | Engeland                             | 2 – 2 | Schotland                             | Crystal Palace, Londen Toeschouwers: 18.520 Scheidsrechter: James Torrens (IRL) |
| 30 maart 1901 «onderlinge duels» 15:30 uur (UTC) | Fred Blackburn 36' Steve Bloomer 80' |       | 48' John Campbell 75' Robert Hamilton | Crystal Palace, Londen Toeschouwers: 18.520 Scheidsrechter: James Torrens (IRL) |